# Гоголь Ганна Григорівна
Га́нна Григо́рівна Го́голь (17 жовтня 1901 , Черче, Рогатинський повіт (Королівство Галичини та Володимирії), Королівство Галичини та Володимирії, Австро-Угорщина  — 22 квітня 1963 , Івано-Франківськ ) — українська радянська діячка. Депутат Народних зборів Західної України в 1939 році. Депутат Верховної Ради УРСР 1-го скликання (1940-1947). Депутат Верховної Ради СРСР 2—5-го скликань (1946–1962).

## Біографія
Народилася 1901 року в бідній багатодітній селянській родині в селі Черче, нині Рогатинський район, Івано-Франківська область, Україна. Українка. Освіта —  чотири класи початкової школи. З тринадцятирічного віку наймитувала в заможних селян.
З 1921 по 1939 рік працювала у власному сільському господарстві, була домашньою швачкою. З 1932 року брала участь у прорадянському русі, була головою прокомуністичної «Жіночої громади» в селі Черче Рогатинського повіту Станиславівського воєводства.
Після приєднання західноукраїнських земель до УРСР у 1939 році обиралася депутатом Народних Зборів Західної України.
З 1940 по 1941 рік — голова районної планової комісії та заступник голови виконавчого комітету Рогатинської районної ради депутатів трудящих Станіславської області.
З початку німецько-радянської війни евакуйована в східні райони СРСР, працювала головою колгоспу «Красный землероб» села Мананники Свердловського району Чкаловської (Оренбурзької) області.
Член ВКП(б) з 1942 року.
У 1944 році повернулася до Станіславської області. Працювала заступником голови виконавчого комітету Рогатинської районної ради депутатів трудящих Станіславської області.
У 1945 році навчалася на річних партійних курсах при ЦК КП(б)У в місті Києві.
У 1946–1958 роках — завідувач Станіславського обласного відділу соціального забезпечення.
З 1958 року — персональна пенсіонерка в місті Станіславі.
Померла 22 квітня 1963 року в Івано-Франківську.

## Нагороди
- два ордени «Знак Пошани» (23.01.1948, 7.03.1960)
- медаль «За доблесну працю у Великій Вітчизняній війні 1941—1945 рр.»
- медалі